# Rothmans International
Rothmans International plc foi um fabricante de tabaco britânico. Suas marcas incluíam a Rothmans e a Dunhill. Sua sede mundial residia em Hill Street, Londres e suas operações internacionais foram executados a partir de Denham Place, Denham Village, em Buckinghamshire.

## História
A empresa foi fundada por Louis Rothman em 1890 como um pequeno quiosque na Fleet Street, em Londres. Em 1900 Rothman abriu um showroom em Pall Mall, de onde lançou sua famosa marca de cigarros Pall Mall. Sua reputação era tal que o rei Eduardo VII concedeu a Rothmans uma premiação em dinheiro. Rothmans foi listada na Bolsa de Londres em 1929.
Em 1954, a Rembrandt Tobacco Company adquiriu o controle acionário da Rothmans. Rembrandt foi se expandindo e em 1958 adquiriu a Carreras que, por sua vez teve um stoke de 51% na Alfred Dunhill em 1967. Na década de 1970, a Rothmans se envolveu como patrocinadora da equipe olímpica britânica em 1972 e da inauguração de Hong Kong Sevens, em 1976. Em janeiro de 1996, o Grupo Richemont Rembrandt fundiu seus negócios sob o nome de  Rothmans International. Então, em 1999 a Rothmans foi adquirida pela British American Tobacco.

## Esportes

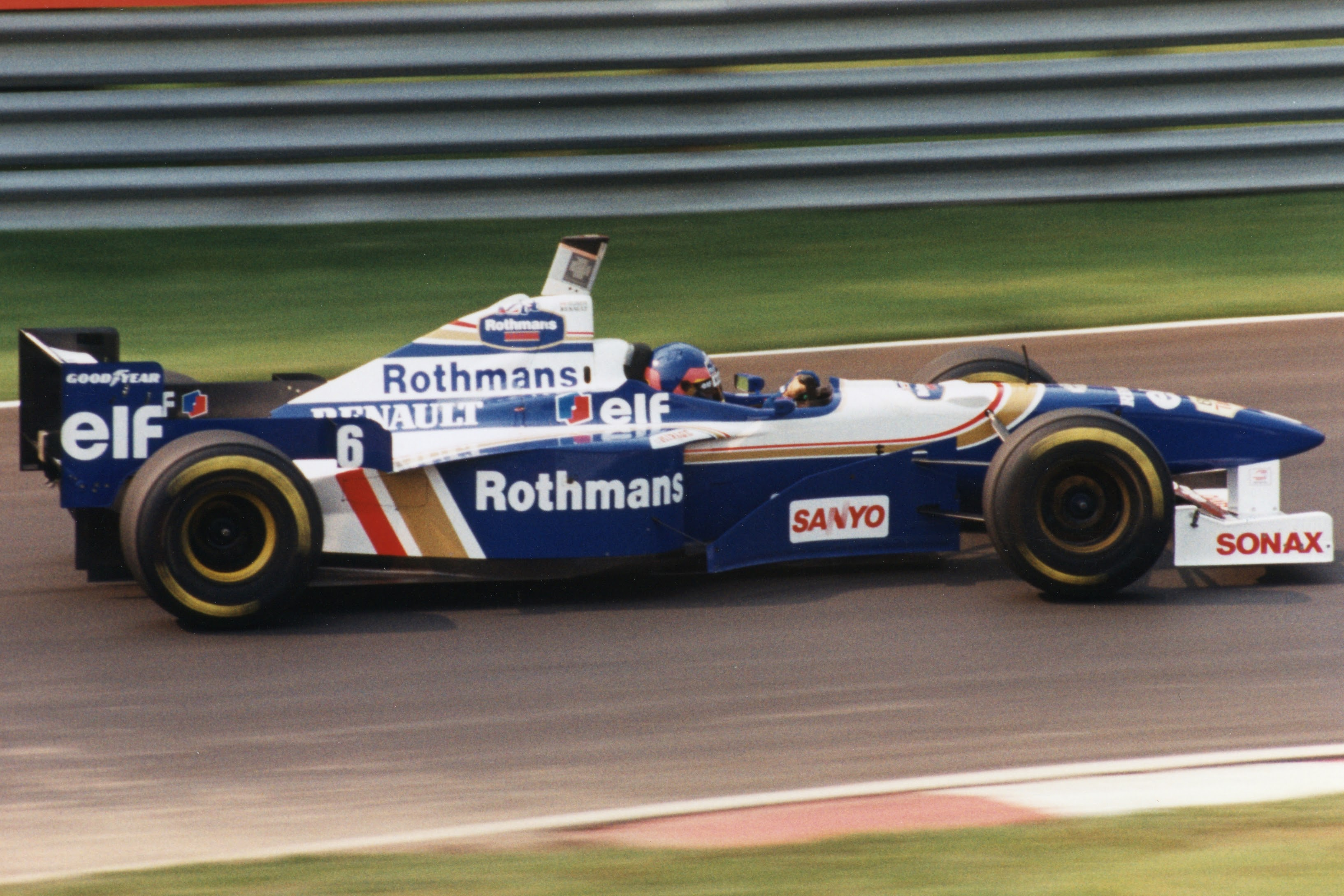
Jacques Villeuneuve, pilotando pela Williams, com patrocínio notável da Rothmans

Como marca de cigarro, a Rothmans esteve bastante participativa em vários desportos, porém a que mais destacou, foi a participação em categorias de automobilismo. Em 1982, a Rothmans esteve participativa, como principal patrocinadora da Porsche, nas 24 Horas de Le Mans 1982, estampando seu logotipo em três Porsche 956. Porém, o patrocínio que possa ter lhe dado a grande fama relacionado ao desporto automobilístico se deu na Fórmula 1, onde patrocinou a equipe Williams, de 1994 até 1997. Pilotos famosos como Stefan Bellof, Ayrton Senna, Damon Hill e Jacques Villeneuve estamparam o logotipo de cigarro em seus trajes de corrida.